# Ra’s al-Chaima (Emirat)

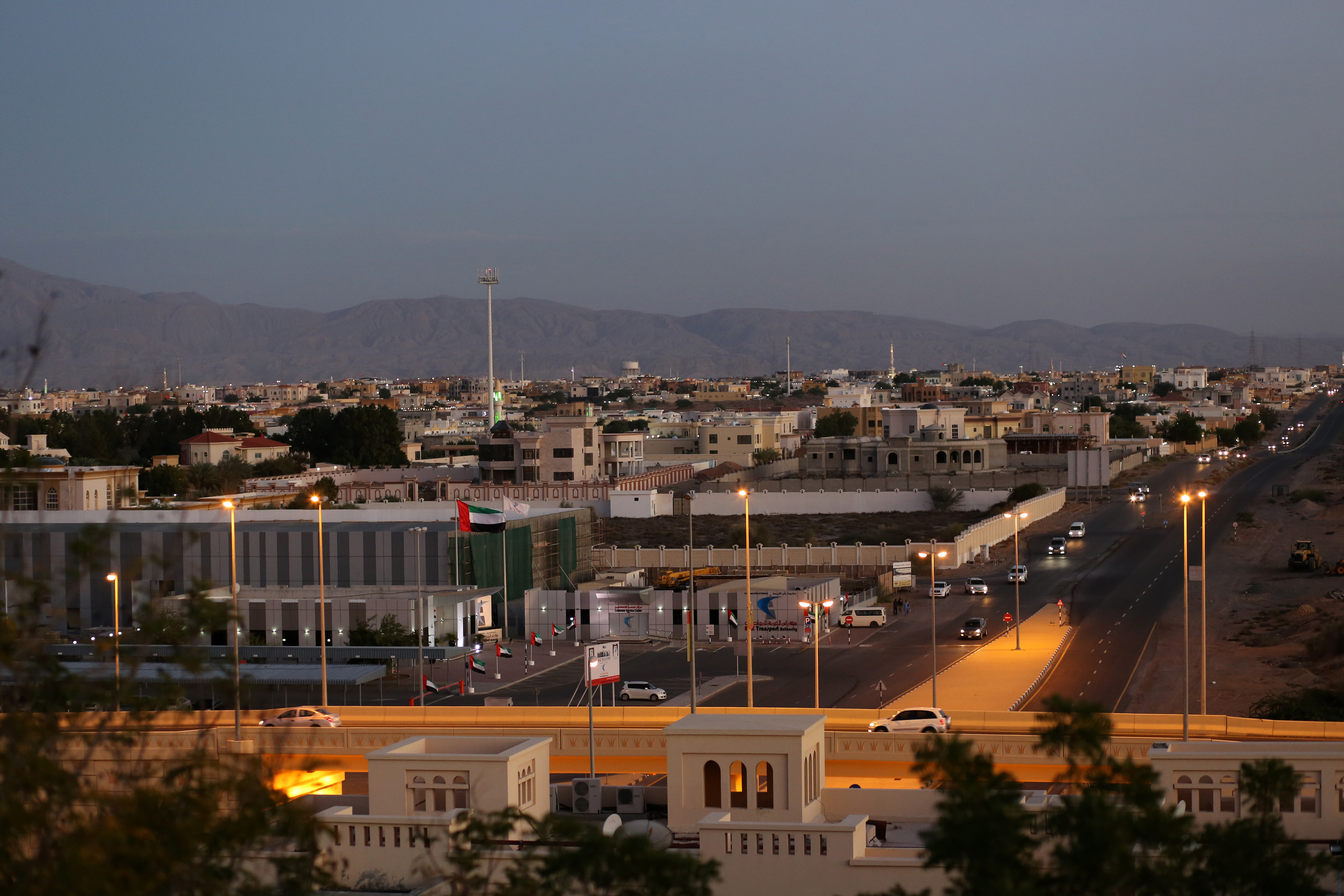
Blick auf Ra’s al-Chaima am Abend

Ra’s al-Chaima (arabisch إمارة رأس الخيمة, DMG Imārat Raʾs al-Ḫaima ‚Spitze des Zeltes‘, oft nach der englischen Transkription Ras Al Khaimah abgekürzt zu R.A.K. oder RAK) ist eines von sieben Emiraten, aus denen die Vereinigten Arabischen Emirate (VAE) bestehen. Es trat 1972 als siebtes und letztes den VAE bei.

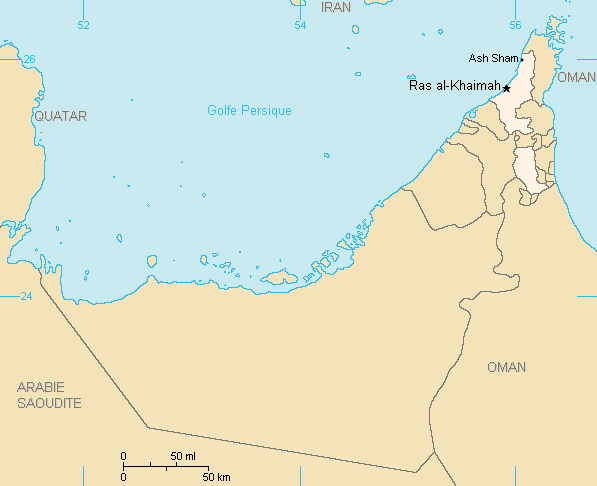
Lage in den Vereinigten Arabischen Emiraten

Das Emirat besteht aus zwei Teilterritorien: einem im äußersten Norden des Landes und eines wenige Kilometer weiter südlich im Landesinneren, etwa in der Mitte der sechs östlichen Emirate. Es hat eine Größe von 1.684 km² und macht damit 2,17 % des Gebietes der VAE aus. Es leben dort nach einer Schätzung für 2015 rund 345.000 Einwohner, die Zunahme mit ca. 5 % pro Jahr entspricht dem allgemeinen Wachstum in den VAE.
Ra’s al-Chaima lebt heute hauptsächlich von Tourismus, Handel und Landwirtschaft. In der Küstenebene liegen ausgedehnte und fruchtbare Orangen- und Dattel-Plantagen, die durch Quellwasser aus dem nahegelegenen Gebirge bewässert werden.
Es gibt in Ra’s al-Chaima archäologische Ausgrabungen, einige davon gehen auf die antike Stadt Julfar zurück.

## Geographie
Das Emirat ist durch eine im Verhältnis zu den anderen Emiraten üppigere Vegetation gekennzeichnet, welche durch die häufigeren Niederschläge im Hadschar-Gebirge, welches große Teile des Hinterlands einnimmt, und einen somit höheren Grundwasserspiegel ermöglicht wird. Dies erlaubt eine teils intensive und ausgeprägte Landwirtschaft, vor allem entlang der zahlreichen Trockenflüsse und in der küstennahen Trockensavanne, die für den Norden charakteristisch ist, während in südlicher Richtung Sandwüste vorherrscht mit teils großen Dünen, welche Ausläufer der Rub al-Chali sind.
Geschützte Lagunen entlang der Küste ermöglichen eine weitgefächerte und vielfältige Flora und Fauna, die sich, abseits der starken Meeresströmungen, etablieren konnten. Diese Lagunen bildeten oft die Grundlagen für die Errichtung einer permanenten Siedlung, da sie für den Handel und die Fischerei einen sicheren Hafen darstellten. Für die lokale Vogelwelt sowie die Meeresfauna stellen sie wichtige Rückzugs- und Erholungsgebiete dar. Die Vegetation dieser Lagunen ist durch teils großflächige Mangrovenwälder geprägt, welche das wohl wichtigste Ökosystem darstellen, des Weiteren finden sich in und an den vorzugsweise flachen Gewässern Salzwiesen, Wattflächen sowie niedrige Vegetation. Diese Lagunen sind zugleich aber auch ein sehr gefährdetes Ökosystem, da sie durch die wachsenden Städte und Siedlungen zunehmend aufgeschüttet werden, um neues Bauland zu gewinnen. Siehe hierzu beispielsweise Mina Al Arab.

### Liste der Wadis
Die nachfolgende Tabelle zeigt die größten Wadis in Ra’s al-Chaima.
| Name          | Koordinaten                 | Beschreibung |
| ------------- | --------------------------- | --- |
| Wadi Schaʿm   | 26° 1′ 53″ N, 56° 7′ 24″ O  | Geeignet zur Vogelbeobachtung, landwirtschaftlich Nutzung im Mündungsgebiet                                                                                                 |
| Wadi Ghalilah | 25° 58′ 12″ N, 56° 5′ 47″ O | Bestehend aus mehreren Nebenflüssen und Zuflüssen z. B.: Wadi Litibah, Wadi Barut, Wadi Halhal, Wadi Khabb. Von Akazien dominierte Vegetation, Landwirtschaft in Küstennähe |
| Wadi Litibah  | 25° 59′ 6″ N, 56° 8′ 7″ O   | Nebenfluss des Wadi Ghalilah. Ausgangspunkt zum Wanderpfad Stairway to Heaven                                                                                               |
| Wadi Haqil    | 25° 48′ 55″ N, 56° 3′ 1″ O  | weitläufige landwirtschaftlich genutzte Flächen, Mündung zwischenzeitlich verbaut                                                                                           |
| Wadi Bih      | 25° 47′ 5″ N, 56° 3′ 52″ O  | bestehend aus mehreren Nebenflüssen und Zuflüssen z. B.: Wadi Hafarah, Wadi Shah, Wadi Quada’a (Quadara), mündet in den Ra’s al-Chaima Creek                                |
| Wadi Shah     | 25° 49′ 46″ N, 56° 6′ 34″ O | Nebenfluss des Wadi Bih. Bestehend aus mehreren Nebenflüssen und Zuflüssen z. B.: Wadi Jib, Wadi Arus, Wadi Naqat, Wadi Shisha, Wadi Mayy                                   |
| Wadi Naqab    | 25° 41′ 43″ N, 56° 2′ 49″ O | versickert in der Wüste, großflächige landwirtschaftliche Nutzung, dient der Bewässerung des Saqr Parks                                                                     |
| Wadi Baqal    | 25° 41′ 11″ N, 56° 5′ 14″ O | nicht genutzt, weit im Hinterland nahe der Grenze zu Fudschaira |

### Liste der Lagunen
Entlang Ra’s al-Chaimas Küste finden sich mehrere Lagunen. Diese werden im Arabischen als Chaur / خور / ḫaur (englische Umschrift Khor oder Khaur, Umschreibung Creek) bezeichnet. Nachfolgend die vier größten Lagunen:
| Name                 | Koordinaten                  | Beschreibung | Bild |
| -------------------- | ---------------------------- | --- | ---- |
| Chaur Hulaila        | 25° 54′ 0″ N, 56° 2′ 32″ O   | Grenzt im Norden an Chaur Chuwair, im Süden an ar-Rams. Beinhaltet die RAK Free Trade Zone sowie weitere industriell genutzte Flächen. Chaur Khuwair lässt sich vom nahegelegenen Dhaya-Fort gut überblicken. Der Name ist auf die nahegelegene Siedlung al-Hulaila zurückzuführen. Die Bucht wird durch die Insel Hulaila vom Persischen Golf abgegrenzt. Diese Insel ist einer der wichtigsten archäologischen Fundstätten in den VAE. Die ältesten Fundstücke stammen aus der Zeit des Sassanidenreichs. |      |
| ar-Rams              | 25° 51′ 52″ N, 56° 0′ 34″ O  | ar-Rams umfasst die Küstenregion von ar-Rams nach Ra’s-al-Chaima-Stadt sowie die Insel Rams. Die Vereinten Nationen listen die Lagune als Reservat. |      |
| Chaur Ra’s al-Chaima | 25° 46′ 48″ N, 55° 57′ 13″ O | Lagune im Stadtzentrum Ra’s al-Chaimas mit üppiger Vegetation und dem größten Mangrovenwald des Emirats. Entlang der Lagune befindet sich die Corniche sowie das Einkaufszentrum Al Manar Mall und der Tower Links Golfclub, welcher sich teilweise auch auf der Insel al-Qurm befindet. |      |
| Chaur al-Dschazira   | 25° 43′ 20″ N, 55° 50′ 59″ O | Auch als Chaur Qurm bekannt. Lagune umgeben von Sanddünen und natürlicher Vegetation. Befindet sich zwischen dem Bauprojekt The Cove am südlichen Stadtrand von Ra’s al-Chaima sowie dem Al Jazeera Port bei der Siedlung Dschazirat al-Hamra. Zurzeit wird in der südlichen Hälfte der Lagune das Bauprojekt Mina Al Arab realisiert. |      |

### Klima
|                       | Jan  | Feb  | Mär  | Apr  | Mai  | Jun  | Jul  | Aug  | Sep  | Okt  | Nov  | Dez  |   |       |
| Mittl. Tagesmax. (°C) | 24,8 | 25,9 | 29,5 | 35,2 | 39,3 | 42,1 | 42,7 | 41,9 | 40,1 | 36,7 | 31,4 | 26,8 | ⌀ | 34,7  |
| Mittl. Tagesmin. (°C) | 11,8 | 12,9 | 15,5 | 18,9 | 22,6 | 25,6 | 28,5 | 28,6 | 24,7 | 20,7 | 16,6 | 13,5 | ⌀ | 20    |
|                       |      |      |      |      |      |      |      |      |      |      |      |      |   |       |
| Niederschlag (mm)     | 12,8 | 35,7 | 35,0 | 12,5 | 2,8  | 0,0  | 0,6  | 0,3  | 1,3  | 6,4  | 8,0  | 17,4 | Σ | 132,8 |
|                       |      |      |      |      |      |      |      |      |      |      |      |      |   |       |
| Regentage (d)         | 1,7  | 3,3  | 4,7  | 0,9  | 0,2  | 0,0  | 0,1  | 0,2  | 0,1  | 0,1  | 0,7  | 2,3  | Σ | 14,3  |

| 11,8 |

| 12,9 |

| 15,5 |

| 18,9 |

| 22,6 |

| 25,6 |

| 28,5 |

| 28,6 |

| 24,7 |

| 20,7 |

| 16,6 |

| 13,5 |

| 11,8 |

| 12,9 |

| 15,5 |

| 18,9 |

| 22,6 |

| 25,6 |

| 28,5 |

| 28,6 |

| 24,7 |

| 20,7 |

| 16,6 |

| 13,5 |

## Geschichte
Das Emirat wurde vom Stamm der Qawasim begründet und nach dem gleichnamigen Hafenort benannt, der heute auch Hauptstadt ist. Seit Ende des 18. Jahrhunderts diente der Hafen den seeräuberisch lebenden Qawasim als wichtiger Stützpunkt. Auf dem Höhepunkt ihrer Macht beherrschten sie große Teile der persischen Südküste. Da die Piraterie jedoch zunehmend die britischen Schifffahrtswege im Indischen Ozean gefährdete und insbesondere den Handel mit dem Oman störte, kam es zur militärischen Auseinandersetzung mit Großbritannien. 1819 wurde Ra’s al-Chaima von einer britischen Seestreitmacht angegriffen und besetzt.

Das ehemalige Fort von Ra’s al-Chaima beherbergt heute das Nationalmuseum

Nach dieser Niederlage mussten die Qawasim unter ihrem Sultan ibn Saqr (Regierungszeit 1803–1866, mit Unterbrechung) 1820 einem Seefrieden mit Großbritannien zustimmen, der den Briten ein Protektorat über die südliche Golfküste zusicherte (von diesem Vertrag leitet sich die Bezeichnung Trucial States ab). Nach der Verlängerung des Vertrags (1853) geriet das Emirat Ra’s al-Chaima zunehmend unter britische Herrschaft. Nach dem Tod von Sultan ibn Saqr zerfiel sein Herrschaftsgebiet 1869 in die zwei eigenständigen Emirate Schardscha und Ra’s al-Chaima. Von September 1900 bis zum 7. Juli 1921 waren beide Emirate wieder vereint; der letzte Gouverneur wurde danach zum neuen Emir von Ra’s al-Chaima ernannt.
Unter dem seit 1948 regierenden Scheich Saqr ibn Muhammad al-Qasimi, dem am längsten regierenden Staatschef der Region, trat Ra’s al-Chaima am 10. Februar 1972 als siebtes und letztes Emirat der ehemaligen Trucial States den am 2. Dezember 1971 nach Erlangung der Unabhängigkeit von Großbritannien entstandenen Vereinigten Arabischen Emiraten bei. Im Jahr 1999 übernahm Chalid ibn Saqr al-Qasimi, damaliger Kronprinz und ältester Sohn von Scheich Saqr, die Führung der Staatsgeschäfte von seinem Vater, die der aus gesundheitlichen Gründen abgegeben hatte.
Im Jahr 2003 wurde anstelle von Scheich Chalid der viertälteste Sohn von Scheich Saqr, Scheich Saʿud ibn Saqr al-Qasimi, zum Kronprinzen ernannt und führt seitdem die Staatsgeschäfte. Scheich Saud bin Saqr al-Qasimi wurde nach dem Tode seines Vaters am 27. Oktober 2010 offiziell als Herrscher bestätigt.

## Verwaltungsgliederung
Das Emirat gliedert sich in fünf administrative areas (Verwaltungsgebiete):
Dabei ist der südliche binnenländische Gebietsteil, eine Exklave, als The Third Area: The Southern area aufgelistet:
- The First Area: Ras Al Khaimah City, mit den alten und modernen Stadtteilen von Ras Al Khaimah. Es erstreckt sich bis Al Jazirah Al Hamra an der Küste 14 km südwestlich des Stadtzentrums.
- The Second Area: Das nördliche Gebiet, mit Shaam, Ghalilah, Al Jeer, Al Ramas (= Al Rams?) und Al Shamal.
- The Third Area: Das südliche Gebiet (Exklave), mit Massafi, Kedra, Al Huwaylat, Al Ghail, Uthun, Asema, Dafta und Rafak.
- The Fourth Area: Das Gebiet von Al Nakheel, war ein beliebter Sommeraufenthalt für Bewohner von Ras Al Khaimah und anderer Emirate.
- The Fifth Area: Dieses Gebiet erstreckt sich von Al Dhait South bis zum Ort Al Khatt; es ist ein ländliches, landwirtschaftliches Gebiet, das Al Kharran 13 km von Ras Al Khaimah einschließt, sowie Al Digdaga (23 km), Al Humranya (28 km) und Khatt (33 km).

Die Verwaltungsgebiete untergliedern sich weiter in 82 Distrikte.

Die Verwaltungsgebiete werden auch Sectors genannt. Diese sind nachstehend mit ihren Distrikten (Districts) aufgeführt:
- Sector 1 (6 Distrikte): Ras Al Khaimah, Kuzam, Al Dhaith North, Al Dhaith South, Al Jazirah Al Hamra, Al Refa'aa
- Sector 2 (13 Distrikte): Al Muaireed, Al Mamourah, Julfar, Al Uraibi, Al Gubb, AL Juais, Seih Al Baih, Al Zahraa', Al Hudaibah, Al Senaeyah, Seih Al Dubbat, Dafan Al Khail
- Sector 3 (11 Distrikte): Al Jeer, Sha'am, Wadi Sha'am, Kour Kouwair, Al Hlailah, Ghalilah, Ghilan, Seih Kbdah, Al Rams, Dhayah, Shammal
- Sector 4 (27 Distrikte): Al Gusaydat, Al Salehyyah, Khatt, Tahya, Al Muthneb, Al Kharran, Al Deqhdaqah, Suhailah, Al Harf, Wadi Nheel, Seih Al Beer, Al Hemraniyah, Umm Al Khayous, Al Flayyah, Al Ghafiyah, Al Hamham, Aswan, Al Khreejah, Al Maqurah, Al Shaghi, Al Sha'aidi, Seih Al Bana, Al Rumailah, Al Rbeebah, Al Mawalehah
- Sector 5 (26 Distrikte): Masafi, Esemah, Al Ghamrah, Dafta, Al Ghudf, Wadi Al Eym, Al Ghail, Athan, Wadi Koub, Kabkoub, AL 'ays, Al Munai'ai, Al Fashghaa', Al Wa'ab, Skhaiber, Al Huwailat, Wadi Al Ojayli, Wadi Mallah, Wadi Al Quor, Rafaq, Al Naslah, Al 'Athbah, Shukah, Kadrah, Wadi Esfini, Wadi Mamdouh

## Verkehr
An den internationalen Flugverkehr ist das Emirat über den Flughafen Ra’s al-Chaima angebunden. Die dort bis zu ihrer Betriebseinstellung am 31. Dezember 2013 beheimatete Fluggesellschaft RAK Airways unterhielt Flugverbindungen nach Europa, in den vorderen Orient und auf den indischen Subkontinent. Die Aufsichtsbehörde Department of Civil Aviation des Emirates Ra’s al-Chaima hat am 2. Februar 2014 die im Emirat Schardscha gegründete halbstaatliche Airline Air Arabia zur neuen Nationalairline ernannt.
Per Straße ist Ra’s al-Chaima über die Sheikh Mohammed bin Zayed Road mit den anderen Emiraten verbunden. Die Fahrzeit nach Dubai beträgt rund 1–1,5 Stunden.

## Bauprojekte
Analog zu den anderen Emiraten der VAE werden auch in Ra’s al-Chaima derzeit einige Bauprojekte realisiert oder befinden sich in der Planungsphase, hauptsächlich in Küstennähe.
Der staatliche Bauträger von Ra’s al-Chaima heißt RAK Properties, andere bedeutende Firmen in der Entwicklung neuer Bauprojekte sind zum Beispiel Rakeen oder Al Hamra Real Estate. Charakteristisch für nahezu alle Projekte ist die Lage direkt am Meer wo, ähnlich wie in Dubai, auch hier versucht wird, die natürliche Küstenlinie durch Lagunenausbauten, Kanalstrecken und Aufschüttungen zu verlängern, um für Immobilien am Strand höhere Preise zu erzielen, trotz teilweise fragwürdiger Qualität der Objekte.

### Mina Al Arab
Bei Mina Al Arab (deutsch: Hafen von Arabien) handelt es sich um ein seit 2007 im Bau befindliches Mischgebiet südwestlich von Ra’s-al-Chaima-Stadt in der Lagune Chaur al-Dschazira. Der Bauträger RAK Properties plant den Bau von mehreren Resorts und öffentlichen Einrichtungen um den Tourismus im Emirat anzukurbeln. Weiterhin enthält der Komplex einen Hafen, einen Suq sowie mehrere Wohngebiete. Das Projekt ist mit 2,8 km² Fläche eines der kleineren Projekte im Emirat.

### Al Marjan Island
Al Marjan Island (deutsch: Koralleninsel) ist eines der am weitesten fortgeschrittenen Bauprojekte in Ra’s al-Chaima. Es befindet sich circa 27 km von Ra’s al-Chaima-Stadt entfernt in Richtung der Grenze zu Umm al-Qaiwain und umfasst einen Komplex aus 4 künstlich aufgeschütteten Inseln und einer Halbinsel. Mit 2,7 km² ist es zwar minimal größer als Mina Al Arab jedoch bedeutend kleiner als andere Bauprojekte die zurzeit im Emirat realisiert werden. Die Bebauung hat teilweise begonnen, nachdem die Erdarbeiten im Januar 2008 abgeschlossen wurden. Der Bauträger Rakeen beispielsweise hat mit den Bauarbeiten am firmeneigenen Mischprojekt Bab Al Bahr die Pfahlgründung an allen Gebäuden abgeschlossen. Die Mischnutzung ist charakteristisch für die Bebauung der Insel, im Allgemeinen sollen Wohnungen, Villen, Resorts, Hotels, Einkaufszentren und einige Bürogebäude entstehen. Erklärtes Ziel ist auch hier, den Tourismus anzukurbeln.

### Al Hamra Village
Die Siedlung Al Hamra Village ist das am weitesten fortgeschrittene Bauprojekt in Ra’s al-Chaima. Die Lage ist nahe der Inselgruppe Al Marjan auf einer ehemaligen Lagunenfläche. Die Gesamtfläche beträgt 5 km², das Projekt ist somit das zweitgrößte im Emirat nach Al Dana Island. Realisiert wird der Komplex, aus zahlreichen Villen, zwei Hotels, einem Einkaufszentrum, Golfplatz und Yachthafen, von dem staatseigenen Unternehmen Al Hamra Real Estate. Das Projekt gliedert sich in fünf Phasen, wovon die ersten drei im Bau oder fertiggestellt sind. Phase vier und fünf werden vermutlich aufgrund der aktuellen wirtschaftlichen Situation verzögert verkauft werden und in ihrem Volumen zurückgestuft. Das im Bau befindliche Al Hamra Palace Hotel wird das dritthöchste Gebäude im Emirat werden und gleichzeitig die größten Kapazitäten besitzen. Zusammen mit dem bereits vorhandenen Al Hamra Fort Hotel & Beach Resort möchte man so die erwartete Mehrmenge an Touristen unterbringen. Diese sollen das Gefühl bekommen, in einer altarabischen Siedlung untergebracht zu sein.

## Industrie/Wirtschaft
RAK Ceramics ist ein bedeutender Produzent von Keramikfliesen und Sanitärkeramik mit einem Jahresumsatz von über einer Milliarde US-Dollar und Niederlassungen in rund einem Dutzend Ländern, u. a. in Deutschland, Großbritannien, Italien, Belgien, Australien, China, Indien und Saudi-Arabien. 2022 wurde das deutsche Unternehmen Kludi übernommen.
Die Verwaltung von Ra’s al-Chaima verkündete im Februar 2006 eine Investition von 30 Millionen US-Dollar für den Bau des Weltraumbahnhofs Ras Al-Khaimah Spaceport in Zusammenarbeit mit der US-amerikanischen Space Adventures Ltd.
Der beachtliche Containerhafen und der im Ausbau begriffene Flughafen Ra’s al-Chaima’s (IATA-Flughafencode RKT) sind zudem wichtige Umschlagplätze für den Iran zur Umgehung der UN-Sanktionen.